# Evan Rachel Wood
Evan Rachel Wood (Raleigh, Carolina del Norte; 7 de septiembre de 1987) es una actriz, modelo y cantante estadounidense. Comenzó a actuar en la década de 1990, apareciendo en series de televisión como American Gothic (1995-1996) y Once and Again (1999-2002). Debutó en el cine a los nueve años en Digging to China (1998) y obtuvo aclamación por su papel, que le valió una nominación a los Golden Globe, como la problemática adolescente Tracy Freeland en la película para adolescentes Thirteen (2003).
Wood continuó actuando principalmente en películas independientes, como Pretty Persuasion (2005), Down in the Valley (2005), Running with Scissors (2006), y en la gran producción Across the Universe (2007). Desde 2008, Wood ha aparecido en más películas convencionales, como El luchador (2008), Whatever Works (2009) y The Ides of March (2011). También regresó a la televisión, interpretando el papel secundario de la Reina Sophie-Anne en True Blood de 2009 a 2011 e interpretó a la hija del personaje de Kate Winslet en la miniserie de HBO Mildred Pierce (2011), por la que fue nominada para el Golden Globe y Emmy Award a la mejor actriz de reparto. A partir de 2016, interpreta a la androide Dolores Abernathy en la serie de HBO Westworld, por la que ganó un Critics' Choice Award y obtuvo una nominación al Golden Globe y Emmy Award.

## Biografía

### Orígenes y primeros años
Evan Rachel Wood es hija del actor, cantante, director y escritor de teatro Ira David Wood III y de la actriz, directora y profesora de actuación Sara Lynn Moore. Su hermano Ira David Wood IV también es actor y tiene un medio hermano materno llamado Dana, hijo del primer matrimonio de su madre. Su tía paterna Carol Winstead Wood es diseñadora de producción en Hollywood. 
Desde muy pequeños, ella y su hermano Ira participaron en lo que su padre llamó Theatre in the park. Con pocos meses, Evan Rachel participó en la obra de teatro Un cuento de Navidad e interpretó a Helen Keller en la obra dirigida por su padre The Miracle Worker, compartiendo escena con su madre. 
A los 9 años (1996) sus padres se divorciaron y Wood se mudó con su madre a la ciudad natal de la misma: Los Ángeles.

### Carrera profesional
Con siete años (1994) empezó su carrera como actriz e interpretó un pequeño papel en la serie American Gothic. Su primer papel en el cine llegó cuatro años más tarde en Prácticamente magia (1998), película en la que compartió cartel con Sandra Bullock y Nicole Kidman. Después rodó Digging to China (1998) junto a Kevin Bacon y Mary Stuart Masterson e hizo un pequeño papel en la serie Profiler. Entre 1999 y 2001 rodó tres películas, una de ellas para televisión, e hizo una breve aparición en la serie Tocados por un ángel.
Sin embargo, fue su papel en la serie Once and Again, donde interpretó a una adolescente con anorexia y enamorada del personaje de Mischa Barton, el que llamó la atención de Catherine Hardwicke, con la que más tarde rodó la película Thirteen.
Hasta entonces, apareció en un capítulo de la serie The West Wing, en otro de CSI ("Got murder?") como una adolescente parricida, y tuvo un pequeño papel en la película S1m0ne, junto a Al Pacino y Winona Ryder. 
En 2003, con la polémica película independiente Thirteen, en la que interpreta a una adolescente de trece años que experimenta por primera vez el mundo de las drogas y el sexo, fue nominada como mejor actriz dramática en los Globos de Oro y también como mejor actriz en los Premios del Sindicato de Actores (SAG).
Después vendrían películas como The Missing, junto a Cate Blanchett y Tommy Lee Jones, las películas independientes Pretty Persuasion, dirigida por Marcos Siega y Down in the Valley, junto a Edward Norton, y Más allá del odio (The Upside of Anger), junto a Kevin Costner y Joan Allen. También en 2005 participó en los vídeos musicales de Bright Eyes “At the Bottom of Everything” y de Green Day “Wake Me Up When September Ends”.

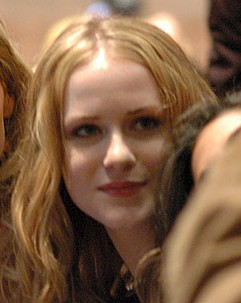
Evan Rachel Wood en 2005.

Ya en 2006 dobló al inglés un personaje de la película Astérix y los vikingos y al personaje de "Cordelia" en la película de animación Shark Bait. En ese mismo año, junto a Annette Bening y Gwyneth Paltrow, protagonizó la película Running with Scissors, y recibió el premio “Spotlight Award for Emerging Talent” de la revista Premier.
Wood protagonizó también dos películas estrenadas en septiembre de 2007: King of California junto a Michael Douglas y Across the Universe, esta última un musical con canciones de The Beatles dirigido por Julie Taymor, que fue filmado en el Reino Unido, Estados Unidos y Vietnam. Ella, como el resto de actores en la película, cantó personalmente todas las canciones, recibiendo muy buenas críticas con respecto a su voz.
Después de prestar nuevamente su voz para la película de animación Battle for Terra, protagonizó junto con Uma Thurman la película The Life Before Her Eyes, dirigida por Vadim Perelman y que trata de la vida de una adolescente que se siente sola y de la amistad, cómo sacrifica su vida para salvar a su mejor amiga.
En 2008 apareció en El luchador, una película dirigida por Darren Aronosfky, nominada a tres Globos de Oro y ganadora del León de Oro a la mejor película en la Mostra de Venecia donde interpreta a la hija exalcohólica de un luchador de wrestling, protagonizado por Mickey Rourke, y en la película Si la cosa funciona, dirigida por Woody Allen, junto a los actores Larry David y Patricia Clarkson.
Estuvo ligada al papel de Mary Jane Watson en el musical sobre Spiderman que Julie Taymor llevó a Broadway, pero finalmente se desvinculó del proyecto.
Sus últimos proyectos de cine son The Conspirator, la más reciente película de Robert Redford como director, que narra la historia de la única mujer acusada en el asesinato de Abraham Lincoln, aparece en un papel de becaria en The Ides of March (2011), la última película de George Clooney. Para la televisión tiene pendiente de estreno la última miniserie de la HBO llamada Mildred Pierce donde interpretará a la hija de Kate Winslet.
En 2010 se convirtió en la imagen de Gucci Guilty, el último perfume de Gucci para mujer. La campaña la realizó también el actor Chris Evans. También participó en la celebración del 35.º aniversario de The Rocky Horror Picture Show, dando vida al personaje de Magenta.

## Vida personal

### Religión
En 2003, Wood se describió a sí misma como judía. En 2012, declaró: «Creo en Dios, pero no soy religiosa. Soy espiritual. Mi definición de Dios no está en ninguna religión. Es muy personal». La madre de Wood es una conversa al judaísmo, y el padre de Wood es cristiano.

### Relaciones
Wood comenzó a salir con el actor británico Jamie Bell en 2005 después de que coprotagonizasen el vídeo musical de la canción de Green Day "Wake Me Up When September Ends." Obtuvieron tatuajes iguales con las iniciales de ambos; en el caso de Wood, una "J" en el tobillo izquierdo. Después de un año juntos, la relación terminó en 2006. Wood comentó más tarde que: "Teníamos tatuajes iguales porque sabíamos que nuestro amor duraría para siempre. El problema es que no sucedió, las cosas pasaron, nos dividimos. Pero no me arrepiento del tatuaje. Me recuerda a una gran época excelente de mi vida».
En enero de 2007, su relación con Marilyn Manson se hizo pública. Los dos se conocieron en una fiesta en el Chateau Marmont Hotel; Wood ha declarado que se sintió atraída por el uso frecuente de Manson del delineador negro y una vez describió su relación como "sana y amorosa". Dos retratos de Wood, pintados por Manson, se han exhibido en la Galería de Bellas Artes de Celebritarian Corporation. Wood también es la inspiración de la canción de Manson "Heart-Shaped Glasses", y apareció con Manson en el vídeo musical de la canción. Manson ha dicho que la aparición de Wood fue el rol de vídeo musical mejor pagado de la historia. La pareja se separó en noviembre de 2008; según Wood, «ambos decidieron tomarse un tiempo para poder concentrarse en el trabajo». Luego volvieron a unirse y se informó a principios de enero de 2010 de que la pareja estaba comprometida para casarse. Wood y Manson finalizaron su compromiso en agosto de 2010.
En 2011, Wood reveló que era bisexual a través de Twitter, y discutió su sexualidad en una entrevista con Esquire, diciendo: «Estoy ansiosa por cualquier cosa. Conocer a un buen tipo, conocer a una chica agradable...".
En el verano de 2011, se informó de que Wood reavivó su relación con Jamie Bell, cinco años después de que rompiesen por primera vez. Se casaron en una pequeña ceremonia el 30 de octubre de 2012, y tienen un hijo, nacido en julio de 2013. Wood tuvo un parto en casa, y agradeció públicamente a Ricki Lake, creador del documental The Business of Being Born, por inspirar su decisión. En mayo de 2014, Wood y Bell anunciaron que se habían separado después de 19 meses de matrimonio.
Después de separarse de Bell, Wood salió con la actriz Katherine Moennig.
En enero de 2017, Wood se comprometió con Zach Villa. En septiembre de 2017, cancelaron el compromiso.

El 1 de febrero de 2021, Wood publicó en su cuenta de Instagram: 
«El nombre de mi abusador es Brian Warner, también conocido en el mundo como Marilyn Manson. Empezó a acosarme cuando era adolescente y abusó de mí de forma horrible durante años. Me lavó el cerebro y me manipuló para que me sometiera. Me cansé de vivir con miedo a las represalias, las calumnias o el chantaje. Estoy aquí para desenmascarar a este peligroso hombre y hacer un llamamiento a las muchas empresas que lo han favorecido, antes de que arruine más vidas. Me sumo a las muchas víctimas que ya no se callan».

### Otros
En 2016, Wood le dijo a un periodista de Rolling Stone, que había sido violada dos veces, «hace muchos años». Explicó que aún sufría por la experiencia, pero que «no creo que vivamos en un momento en que la gente pueda permanecer en silencio por más tiempo», y que si hablaba de su pasado era para ayudar a otros sobrevivientes. Wood ha sido franca en su crítica a Donald Trump. Wood señaló específicamente a su expareja el músico Marilyn Manson como una de las dos personas que la habían violado, asegurando que sucedió por años y al menos una vez durante la filmación de un video musical. El equipo legal de Manson negó las acusaciones.
Le concedieron un cinturón negro en taekwondo cuando tenía 12 años.

## Filmografía
| Cine | Cine                         | Cine                        | Cine            |
| Año  | Título                       | Personaje                   | Observaciones   |
| ---- | ---------------------------- | --------------------------- | --------------- |
| 1997 | Digging to China             | Harriet Frankovitz          |                 |
| 1998 | Practical Magic              | Kylie Owens                 |                 |
| 1998 | Detour                       | Daniella Rogers             | Direct-to-video |
| 2001 | Little Secrets               | Emily Lindstrom             |                 |
| 2002 | Simone                       | Lainey Christian            |                 |
| 2003 | Thirteen                     | Tracy Louise Freeland       |                 |
| 2003 | The Missing                  | Lilly Gilkeson              |                 |
| 2005 | Pretty Persuasion            | Kimberly Joyce              |                 |
| 2005 | The Upside of Anger          | Lavender "Popeye" Wolfmeyer |                 |
| 2005 | Down in the Valley           | October "Tobe"              |                 |
| 2006 | Asterix and the Vikings      | Abba (voz)                  |                 |
| 2006 | Shark Bait                   | Cordelia (voz)              |                 |
| 2006 | Recortes de mi vida          | Natalie Finch               |                 |
| 2007 | King of California           | Miranda                     |                 |
| 2007 | The Life Before Her Eyes     | Diana McFee (joven)         |                 |
| 2007 | Battle for Terra             | Mala (voz)                  |                 |
| 2007 | Across the Universe          | Lucy Carrigan               |                 |
| 2008 | The wrestler                 | Stephanie Ramzinski         |                 |
| 2009 | Whatever Works               | Melodie St. Ann Celestine   |                 |
| 2010 | The Conspirator              | Anna Surratt                |                 |
| 2011 | The Ides of March            | Molly Stearns               |                 |
| 2013 | Charlie Countryman           | Gabi Ibanescu               |                 |
| 2013 | A Case of You                | Birdie Hazel                |                 |
| 2014 | Barefoot                     | Daisy Kensington            |                 |
| 2015 | Strange Magic                | Marianne (voz)              |                 |
| 2015 | Into the Forest              | Eva                         |                 |
| 2017 | Viena and the Fantomes       |                             |                 |
| 2017 | Allure                       | Laura Drake                 |                 |
| 2019 | Frozen II                    | Reina Iduna                 |                 |
| 2020 | Kajillionaire                | Old Dolio Dyne              |                 |
| 2020 | Showbiz Kids                 | Ella misma                  | Documental      |
| 2020 | Viena and the Fantomes       | Susi                        |                 |
| 2022 | Weird: The Al Yankovic Story | Madonna                     |                 |
| 2024 | Backspot                     | Eileen McNamara             |                 |

| Televisión | Televisión                                         | Televisión                                | Televisión                      |
| Año        | Título                                             | Personaje                                 | Observaciones                   |
| ---------- | -------------------------------------------------- | ----------------------------------------- | ------------------------------- |
| 1994       | In the Best of Families: Marriage, Pride & Madness | Little Susie                              | Película para televisión        |
| 1994       | Search for Grace                                   | Sarah/Robin (joven)                       | Película para televisión        |
| 1995       | A Father for Charlie                               | Tessa                                     | Película para televisión        |
| 1995       | Death in Small Doses                               | Anna                                      | Película para televisión        |
| 1995–96    | American Gothic                                    | Rose Russell                              | 3 episodios                     |
| 1997       | Get to the Heart: The Barbara Mandrell Story       |                                           | Película para televisión        |
| 1998–99    | Profiler                                           | Chloe Waters                              | 6 episodios                     |
| 1999       | Down Will Come Baby                                | Robin Garr                                | Película para televisión        |
| 1999–02    | Once and Again                                     | Jessie Sammler                            | Elenco principal; 55 episodios  |
| 2000       | Touched by an Angel                                | Sarah Radcliff                            | Episodio: "Pandora's Box"       |
| 2002       | The West Wing                                      | Hogan Cregg                               | Episodio: "The Black Vera Wang" |
| 2003       | CSI: Crime Scene Investigation                     | Nora Easton                               | Episodio: "Got Murder?"         |
| 2009–11    | True Blood                                         | Sophie-Anne Leclerq                       | 8 episodios                     |
| 2011       | Mildred Pierce                                     | Veda Pierce                               | Miniserie; 2 episodios          |
| 2013       | Robot Chicken                                      | Minnie Mouse / madre (voz)                | Episodio: "Botched Jewel Heist" |
| 2015       | Doll & Em                                          | Evan                                      | 5 episodios                     |
| 2016–22    | Westworld                                          | Dolores Abernathy                         | Protagonista; 36 episodios      |
| 2018       | Drunk History                                      | Deborah Sampson                           | Episodio: "Heroes"              |
| 2019       | What We Do in the Shadows                          | Evan, Princesa Inmortal de los No Muertos | Episodio: "The Trial"           |
| 2022       | Phoenix Rising                                     | Ella misma                                | 2 episodios, miniserie.         |

| Televisión | Televisión                                              | Televisión      | Televisión |
| Año        | Título                                                  | Cantante        | Refs.      |
| ---------- | ------------------------------------------------------- | --------------- | ---------- |
| 2005       | "Wake Me Up When September Ends"                        | Green Day       | [ 36 ]     |
| 2005       | "At the Bottom of Everything"                           | Bright Eyes     | [ 37 ]     |
| 2007       | "Heart-Shaped Glasses (When the Heart Guides the Hand)" | Marilyn Manson  | [ 38 ]     |
| 2015       | "Can't Deny My Love"                                    | Brandon Flowers | [ 39 ]     |

## Premios y nominaciones
| Año  | Trabajo             | Premios                                               | Categoría                                                                                        | Resultado |
| ---- | ------------------- | ----------------------------------------------------- | ------------------------------------------------------------------------------------------------ | --------- |
| 1999 | Practical Magic     | Young Artist Awards                                   | Best Performance in a Feature Film: Supporting Young Actress                                     | Nominada  |
| 1999 | Down Will Come Baby | YoungStar Awards                                      | Best Performance by a Young Actress in a Mini: Series/Made for TV Film                           | Nominada  |
| 2000 | Profiler            | Young Artist Awards                                   | Best Performance in a TV Drama Series: Supporting Young Actress                                  | Nominada  |
| 2000 | Once and Again      | YoungStar Awards                                      | Best Young Actress/Performance in a Drama TV Series                                              | Nominada  |
| 2001 | Once and Again      | Young Artist Awards                                   | Best Ensemble in a TV Series (Drama or Comedy)                                                   | Nominada  |
| 2002 | Little Secrets      | Young Artist Awards                                   | Best Performance in a Feature Film: Leading Young Actress                                        | Nominada  |
| 2003 | The Missing         | Young Artist Awards                                   | Best Performance in a Feature Film: Leading Young Actress                                        | Nominada  |
| 2003 | Thirteen            | Bratislava International Film Festival                | Special Mention Award                                                                            | Ganadora  |
| 2003 | Thirteen            | Washington D. C. Area Film Critics Association Awards | Best Actress                                                                                     | Nominada  |
| 2004 | Thirteen            | Las Vegas Film Critics Society                        | Youth in Film                                                                                    | Ganadora  |
| 2004 | Thirteen            | Phoenix Film Critics Society                          | Best Performance by an Actress in a Leading Role                                                 | Nominada  |
| 2004 | Thirteen            | Phoenix Film Critics Society                          | Best Performance by a Youth in a Lead or Supporting Role: Female                                 | Nominada  |
| 2004 | Thirteen            | Phoenix Film Critics Society                          | Breakthrough Performance: On Screen                                                              | Ganadora  |
| 2004 | Thirteen            | Prism Awards                                          | Performance in a Theatrical Feature Film                                                         | Ganadora  |
| 2004 | Thirteen            | Young Artist Awards                                   | Best Performance in a Feature Film: Leading Young Actress                                        | Nominada  |
| 2004 | Thirteen            | Satellite Awards                                      | Best Performance by an Actress in a Motion Picture: Drama                                        | Nominada  |
| 2004 | Thirteen            | MTV Movie Awards                                      | Breakthrough Female Performance                                                                  | Nominada  |
| 2004 | Thirteen            | Broadcast Film Critics Association                    | Best Young Actor/Actress                                                                         | Nominada  |
| 2004 | Thirteen            | Golden Globe Awards                                   | Best Performance by an Actress in a Motion Picture: Drama                                        | Nominada  |
| 2004 | Thirteen            | Screen Actors Guild Awards                            | Outstanding Performance by a Female Actor in a Leading Role                                      | Nominada  |
| 2008 | The Wrestler        | Utah Film Critics Association                         | Best Supporting Performance by an Actress                                                        | Nominada  |
| 2011 | Mildred Pierce      | Primetime Emmy Awards                                 | Outstanding Supporting Actress in a Miniseries or Movie                                          | Nominada  |
| 2011 | Mildred Pierce      | Satellite Awards                                      | Best Actress in a Supporting Role in a Series, Mini-Series or Motion Picture Made for Television | Nominada  |
| 2012 | Mildred Pierce      | Golden Globe Awards                                   | Best Actress in a Supporting Role in a Series, Mini-Series or Motion Picture Made for Television | Nominada  |
| 2012 | The Ides of March   | Broadcast Film Critics Association                    | Best Acting Ensemble                                                                             | Nominada  |
| 2012 | The Ides of March   | Central Ohio Film Critics Association                 | Best Ensemble                                                                                    | Nominada  |
| 2016 | Westworld           | Critics' Choice Television Award                      | Best Actress in a Drama Series                                                                   | Ganadora  |
| 2017 | Westworld           | Satellite Awards                                      | Best Actress – Television Series Drama                                                           | Ganadora  |
| 2017 | Westworld           | Golden Globe Awards                                   | Best Actress – Television Series Drama                                                           | Nominada  |
| 2017 | Westworld           | Screen Actors Guild Awards                            | Outstanding Performance by an Ensemble in a Drama Series                                         | Nominada  |
| 2017 | Westworld           | Saturn Awards                                         | Best Supporting Actress on a Television Series                                                   | Nominada  |
| 2017 | Westworld           | Primetime Emmy Awards                                 | Outstanding Lead Actress in a Drama Series                                                       | Nominada  |
| 2017 | Ella misma          | HRC North Carolina Gala                               | HRC Visibility Award                                                                             | Ganadora  |